# Valea Copcii
Valea Copcii – wieś w Rumunii, w okręgu Mehedinți, w gminie Șimian. W 2011 roku liczyła 148 mieszkańców.